# دهستان رایکولا
دهستان رایکولا (به لاتین: Raikküla Parish) یک دهستان در استونی است که در شهرستان راپلا واقع شده‌است.

## خصوصیات
دهستان رایکولا ۲۲۴٫۲ کیلومترمربع مساحت و ۱٬۷۵۴ نفر جمعیت دارد.